# 梁在平
梁在平（1910年02月23日—2000年06月28日），出生於河北高陽，是一位古箏、古琴演奏家，國家文藝獎、行政院文化獎得主，一生致力于传统音樂文化推广。

## 生平
1924年在北京就讀四存中學時便学琴和箏于史荫美，後又向杨时百、郑颖孙、张友鹤等人習琴。曾独奏《梅花三弄》，得到于右任的赏识。
1934年客居重慶時，曾與徐元白、徐文鏡、徐芝孫、黃鞠生、高羅佩合組天風琴社，後來程獨清和胡光瑨（瑩堂）等人加入，並推徐元白為社長。
交通大学毕业之后，前往美国耶鲁大学深造，並常在電視上演出，獲得不少關注。
促成中國文化大學及國立藝專國樂科系的創立，並擔任國立藝專音樂科國樂組教師。在1967年引薦吳宗漢擔任國立藝專的古琴教師。

## 藝術創作
曾经改编昆腔的〈锦上花〉、 河南古曲的〈上楼〉、客家的中州古曲〈出水莲〉、古琴曲〈搗衣〉，並创作〈忆故人〉等十六曲。也致力於將工尺谱改为简谱，以利筝乐流传。

## 家庭
其子梁銘越為古琴演奏家、古箏演奏家、作曲家、美國加州大學洛杉磯分校民族音樂學博士、馬里蘭大學音樂系教授。

## 作品
- 梁在平、莊本立著，《談國樂》。臺北：未詳，1959年。
- 《梁在平古箏獨奏全集》，1969
- 《梁在平箏路歷程》（箏曲大全），1969
- 《梁在平古箏獨奏曲》，1969
- 《中華國樂雅集古箏新曲》，1969
- 《古箏協奏曲》，1969

## 榮譽
- 1987年，獲得第十三屆國家文藝獎之特別貢獻獎（對國樂教育研究有特別貢獻）
- 1992年，獲得行政院文化獎。

## 外部連結
- 梁在平的Discogs页面（英文）
- 梁在平，臺灣音樂館
- 梁在平 | 臺灣音樂群像資料庫 （页面存档备份，存于）
- 吴兆明:梁在平与潮州古筝之缘 （页面存档备份，存于）